# Небесная ярмарка

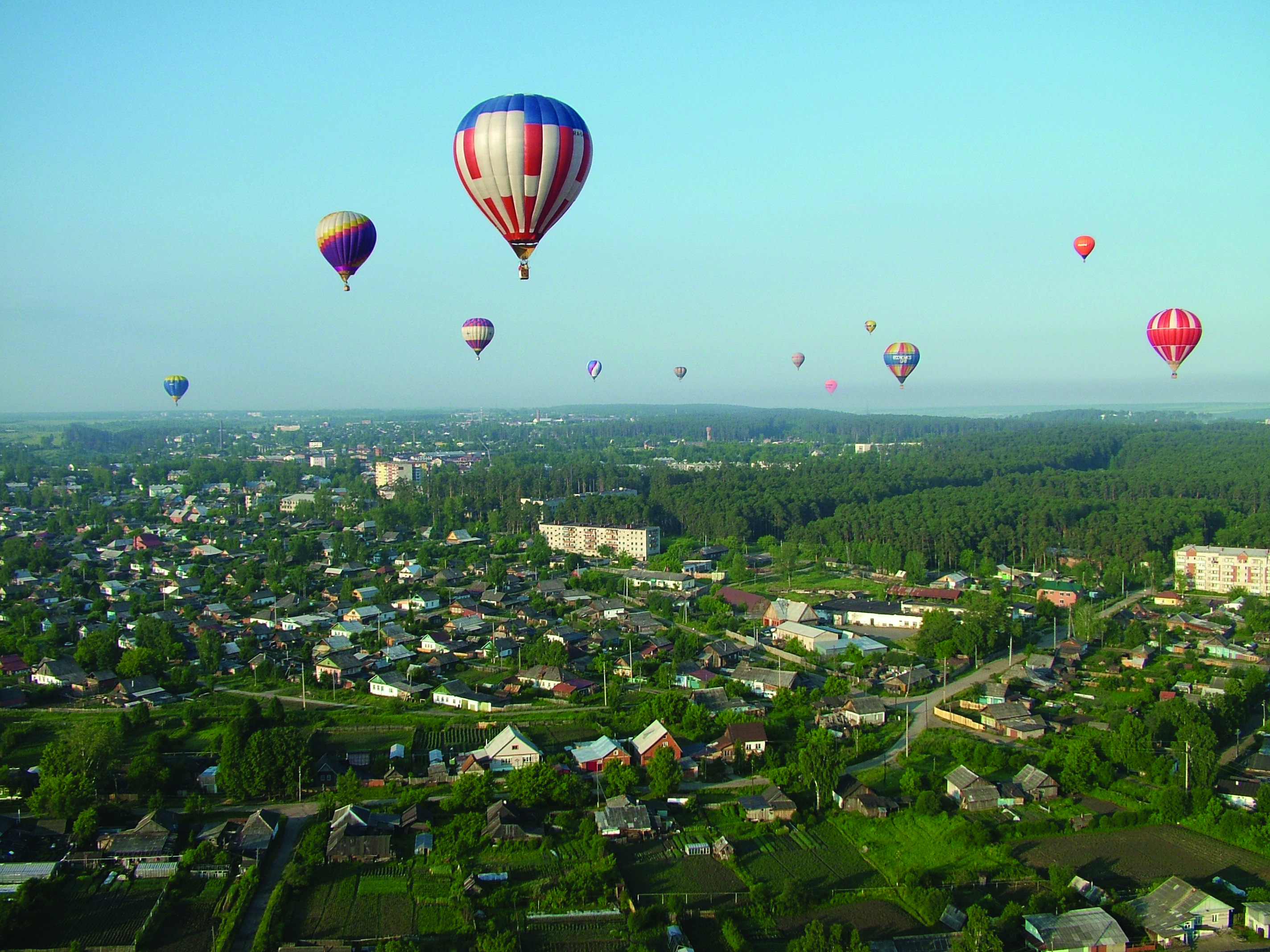
Небесная ярмарка Урала в 2006 году

Небесная ярмарка Урала — фестиваль воздухоплавания, который проводится в старинном уральском городе Кунгуре (Пермский край).
Фестиваль является ежегодным с 2002 года и, как правило, начинается в последние выходные июня, заканчиваясь празднованием Дня города Кунгура в первых числах июля. В 2023-2025 году "Небесная ярмарка" не была анонсирована и не проводилась.

## История фестиваля
В 1995 году по инициативе военного летчика в отставке Андрея Вертипрахова город Кунгур приобрел первый аэростат «Ярмарка». С него и началось в Кунгуре воздухоплавание.
1-й фестиваль воздухоплавателей «Небесная ярмарка Урала» стартовал 14 июля 2002 года, в нем приняли участие всего 6 аэростатов. 
 Главными организаторами фестиваля стали Андрей Вертипрахов и Амир Махмудов.
В 2003 году разыгрывался первый Евроазиатский кубок по воздухоплаванию и кубок губернатора Пермской области. Фестиваль получил статус международного, так как в фестивале приняли участие пилоты из Казахстана.

В 2004 году впервые прошли «Воздушные баталии»: специально разработанная программа полетов для пилотов, подобной которой нет во всем мире.

В 2005 году Кунгур закрепил за собой право проводить единственные в мире «Воздушные баталии», что было подтверждено Федерацией воздухоплавания России. В бой в небе над Кунгуром вступили 17 тепловых аэростатов, среди них — чешский аэростат «Кубичек», пилотируемый Петром Кубичеком и «Желтая подводная лодка» Льва Маврина из Рязани.

В 2006 году, по решению Федерации воздухоплавания России, соревнованиям в рамках фестиваля «Небесная ярмарка Урала» причислен статус рейтинговых мероприятий. Сегодня они стоят в одном ряду с такими известными соревнованиями, как Чемпионат и Кубок России по воздухоплаванию на тепловых аэростатах, которые традиционно проводятся в рамках международных встреч воздухоплавателей в Великих Луках (Псковская область), столице современного российского воздухоплавания, и Дмитрове (Московская область). Главным судьей стал судья международной категории Корнелиус Ван Хелден (Нидерланды).
 Кунгур посетило 28 аэронавтов.

С 2007 года фестиваль вошел в число имиджевых мероприятий Пермского края. В рамках шестого фестиваля в Кунгуре впервые состоялись соревнования по воздухоплаванию за III Кубок России. Также был разыгран четвертый Кубок Пермского края. Состоялись четвертые «Воздушные баталии». Состоялась ещё одна презентация — тепловые аэростаты исполняли танец слонов.

В 2009 году Кунгур посетили 24 аэронавта. Их география широка: Москва, Тула, Великие Луки, Долгопрудный, Рязань, Екатеринбург, Челябинск, Пермь, Сургут, Жуковский.

В 2014 году Кунгур посетил 31 аэронавт, из которых 28 участвовали в соревнованиях (абсолютный рекорд фестиваля).

В 2020 году 19-й Международный спортивно-зрелищный Фестиваль воздухоплавателей «Небесная Ярмарка Урала-2020», запланированный на 27 июня — 4 июля, был перенесён на 1—8 августа, но впоследствии был отменён.
В 2023 году региональная Федерация воздухоплавательного спорта не участвовала в организации мероприятия. "Небесная ярмарка" впервые за 20 лет не была анонсирована и не проводилась. 7-9 июля был проведен фестиваль "ПроНебо". В конце июля в Кишертском районе был проведен Чемпионат Приволжского федерального округа по воздухоплавательному спорту.

## Воздушные баталии
В 2004 году впервые над Кунгуром развернулись командные состязания — «Воздушные баталии». Воздухоплаватели делятся на армии по цветам: «Синие», «Желтые», «Белые», «Красные». Выполняя различные задания в небе, они борются за победу, сражаясь с противниками.

## Сверхлегкая авиация
В 2009 году свою деятельность начала Объединенная федерация сверхлегкой авиации и тепловых аэростатов Пермского края под председательством Александра Фаяршина.
В рамках фестиваля «Небесная ярмарка Урала — 2009» впервые прошли открытые соревнования по парапланерному, мотопарапланерному, дельталетному и авиамодельному спорту.

## Список фестивалей
| №  | Год      | Дата                                                          | Зарегистрированные пилоты                                | Призеры |  |
| -- | -------- | ------------------------------------------------------------- | -------------------------------------------------------- | --- |  |
| 1  | 2002 год | 14 июля — 21 июля                                             | Россия 6                                                 | |  |
| 2  | 2003 год | 26 июня — 6 июля                                              | Россия 10                                                | |  |
| 3  | 2004 год | 26 июня — 5 июля                                              | Россия                                                   | |  |
| 4  | 2005 год | 26 июня — 3 июля                                              | Россия 12 · Чехия 1                                      | |  |
| 5  | 2006 год | 24 июня — 1 июля                                              | Россия 22 · Казахстан 2 · Нидерланды 1 · Украина 1       | |  |
| 6  | 2007 год | 22 июня — 27 июня                                             | Россия 19 · Казахстан 1                                  | Дмитров — Морев Антон |  |
| 7  | 2008 год | 6 июля — 16 июля                                              | Россия                                                   | |  |
| 8  | 2009 год | 27 июня — 5 июля                                              | Россия 20 · Казахстан 1                                  | д. Дубровки (Московская обл.) — Латыпов Сергей                                                                                        |  |
| 9  | 2010 год | 27 июня — 5 июля                                              | Россия 16                                                | |  |
| 10 | 2011 год | 25 июня — 2 июля                                              | Россия 21 · Казахстан 1                                  | |  |
| 11 | 2012 год | 30 июня — 7 июля                                              | Россия 17 · Германия 2 · Франция 1                       | |  |
| 12 | 2013 год | 29 июня — 6 июля                                              | Россия 18 · Германия 2 · Япония 2 · Латвия 1 · Франция 1 | |  |
| 13 | 2014 год | 28 июня — 5 июля                                              | Россия 26 · Япония 3 · Германия 1 · Франция 1            | Кунгур — Вертипрахов Игорь |  |
| 14 | 2015 год | 27 июня — 4 июля                                              | Россия 17 · Япония 3 · Франция 1                         | Япония — Mamoru Endo (14197 очков) Долгопрудный — Найдорф Михаил (14173 очка) Рязань — Ермаков Владимир (13679 очков)                 |  |
| 15 | 2016 год | 25 июня — 2 июля                                              | Россия 21 · Япония 2                                     | Долгопрудный — Денисенко Артём (5433 очка) Москва — Латыпов Сергей (5178 очков) Красногорск — Меняйло Иван (5146 очков)               |  |
| 16 | 2017 год | 24 июня — 1 июля                                              | Россия 16 · Япония 2                                     | Москва — Латыпов Сергей (21287 очков) Япония — Mamoru Endo (20136) Рязань — Ермаков Владимир (20066 очков)                            |  |
| 17 | 2018 год | 30 июня — 7 июля                                              | Россия 16 · Япония 2                                     | Москва — Латыпов Сергей (26287 очков) Тула — Снетков Олег (24089 очков) Тула — Жохов Дмитрий (23306 очков)                            |  |
| 18 | 2019 год | 29 июня — 6 июля                                              | Россия 13 · Япония 2 · Казахстан 1                       | Уфа — Кильмаматов Руслан (6168 очков) Кунгур — Вертипрахов Игорь (6035 очков) Санкт-Петербург — Чижов Андрей (5949 очков)             |  |
| 19 | 2020 год | 27 июня — 4 июля, перенесён на 1 августа — 8 августа, отменён |                                                          | |  |
| 19 | 2021 год | 26 июня — 3 июля                                              | Россия 11                                                | Екатеринбург — Маевский Иван (10652 очка) Екатеринбург — Слатюхин Александр (9226 очков) Набережные Челны — Гилаев Эмиль (8267 очков) |  |
| 20 | 2022 год | 25 июня — 2 июля                                              | Россия 15                                                | Кунгур— Иванова Наталия (16753 очка) Великие Луки — Валуев Максим (16324 очка) Кунгур — Вертипрахов Илья (14559 очков)                |  |